# أولاد بغاينة (عين عائشة)
أولاد بغاينة هي إحدى مشيخات المملكة المغربية، تتبع جغرافيا لإقليم تاونات وإداريًا لعين عائشة. يقدر عدد سكانها بـ 14683 نسمة حسب الإحصاء الرسمي للسكان والسكنى لسنة 2004.